# متروی کی‌یف
متروی کی‌یف (Київський метрополітен) سیستم قطار شهری زیرزمینی در شهر کی‌یف، اوکراین است.
نخستین ایده‌های ساخت متروی شهر کی‌یف به سال ۱۸۸۴ بازمی‌گردد اما نخستین ایستگاه در سال ۱۹۴۹ مورد بهره‌برداری قرار گرفت. هم‌اکنون این سیستم به عنوان سریع‌ترین وسیله حمل و نقل در شهر کی‌یف شناخته می‌شود. متروی کی‌یف، دارای ۳ خط، ۵۲ ایستگاه به طول  ۶۷٫۶ کیلومتر است.

## معماری مترو
دیزاین اولیه و اصلی نخستین ایستگاه، معماری استالینی پس از جنگ را نشان می‌دهد؛ دکوری که با موتیف‌های سنتی اوکراین تلفیق شده‌است.
دکور و دیزاین ایستگاه‌ها در سال ۱۹۵۰ آغاز شد و در همان زمان هم با المان‌هایی همچون موزاییک، حجاری و نقوش برجسته، مجسمه‌های متعدد و سنگ‌های مرمر آرایش و تزیین شد.
از ابتدای ساخت این مترو، هر کدام از ایستگاه‌ها، شکل مخصوص به خود را داشتند. این ایستگاه‌ها در فرمی شبیه به ایستگاه‌هایی ساخته شدند که در همان دهه در مسکو و لنینگراد وجود داشت. به عنوان مثال ایستگاه آرسنال، به جای یک سالن مرکزی کوچک، یک سالن عریض با مجسمه‌هایی از قهرمانان مدنی و جنگ‌های وطن‌پرستانه داشت.
ایستگاه وکزالنا حجاری، نقوش برجسته و همچنین نقشه بزرگی از اوکراین زمان اتحاد جماهیر شوروی روی ستون‌های این ایستگاه داشت. این در حالی است که در اولین طراحی ایستگاه دیگری به نام مؤسسه پلیتکنیکنی (Politeckhnichniy Institut) نقاشی‌ها و طراحی‌هایی دیده می‌شود که بر روی موزاییک‌ها و پنل‌های بزرگ وجود دارد و المان‌های مربوط به دانش طبیعی را نشان می‌دهد.
اما وقتی در اواخر دهه ۵۰، زمانی که افراط در معماری رواج پیدا کرده بود، مکان‌هایی همانند ایستگاه دانشگاه کیف نیز از سادگی بیرون آمدند و ستون‌ها و تیرهای آن با مجسمه‌هایی از دانشمندان و نویسندگان مشهور تزیین یافت.
یا مثلا ایستگاهی که بعد از این ایستگاه، در ۱۹۶۳ افتتاح شد، ظاهری قدیس‌وار و جدی داشت. این اتفاق هم دربارهٔ ایستگاه‌های روباز افتاد و هم آن‌ها که زیر زمین بودند و تا یک دهه بعد، بنابر همان طرح‌های اولیه ساخته و افتتاح شدند. تنها از سال ۷۱ به بعد بود که در معماری زینتی شهر، تغییراتی رخ داد. در واقع از دهه ۸۰ به بعد، دیگر می‌توان دیزاین نوآورانه ایستگاه‌های کیف را در مقایسه با دوره اتحاد جماهیر شوروی مشاهده کرد. هرچند که ایستگاه‌های پیشین نیز اصلاح و تعمیر شدند و دکور و طرحی همانند ایستگاه‌های جدید پیدا کردند؛ به خصوص که بعد از اعلام استقلال کیف از روسیه، تمامی نمادهایی که مربوط به جماهیر شوروی بود، با المان‌های مدرن عوض شدند و شکوه و جلال اولیه خود را از دست دادند.

## نگارخانه

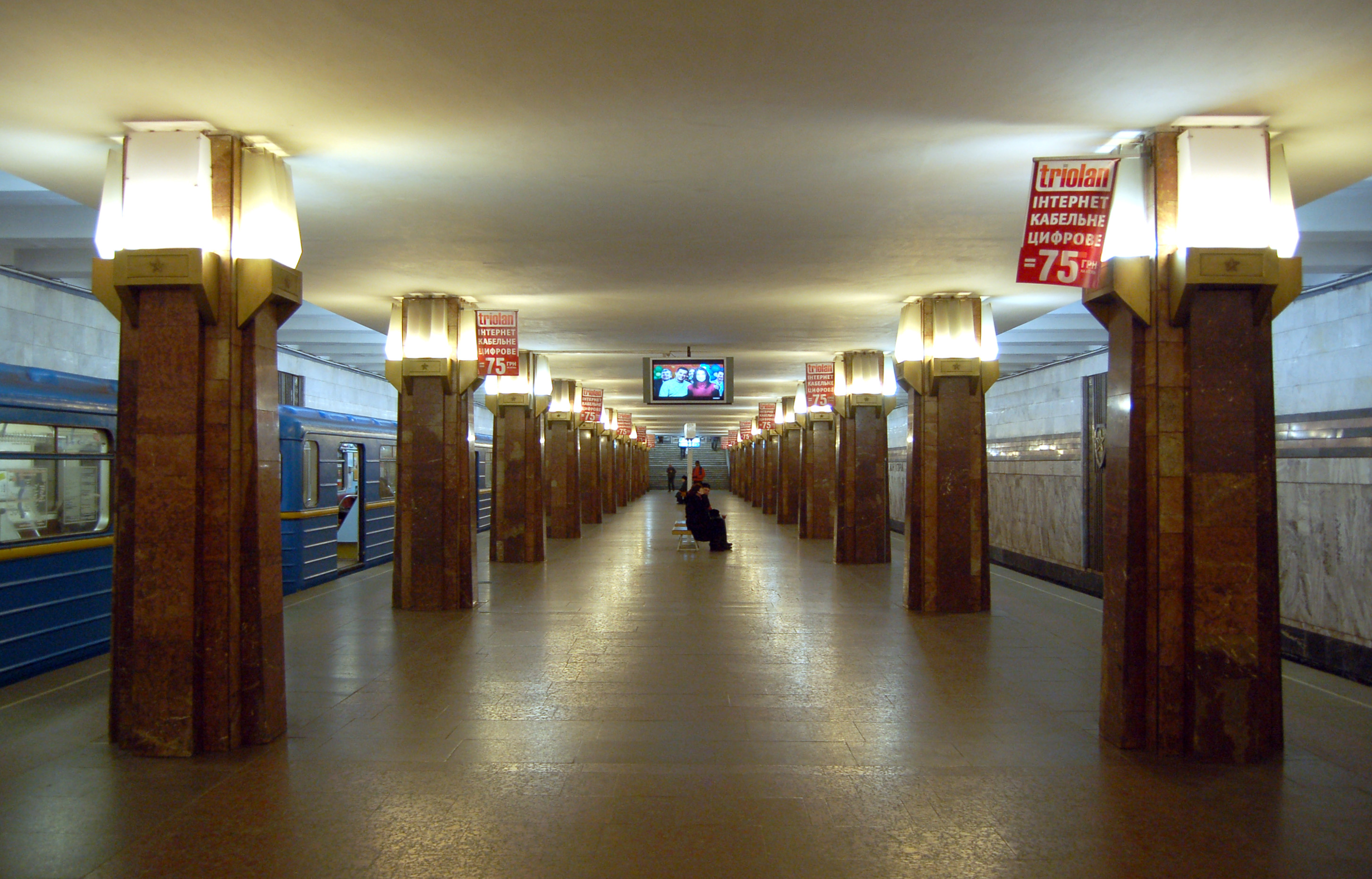
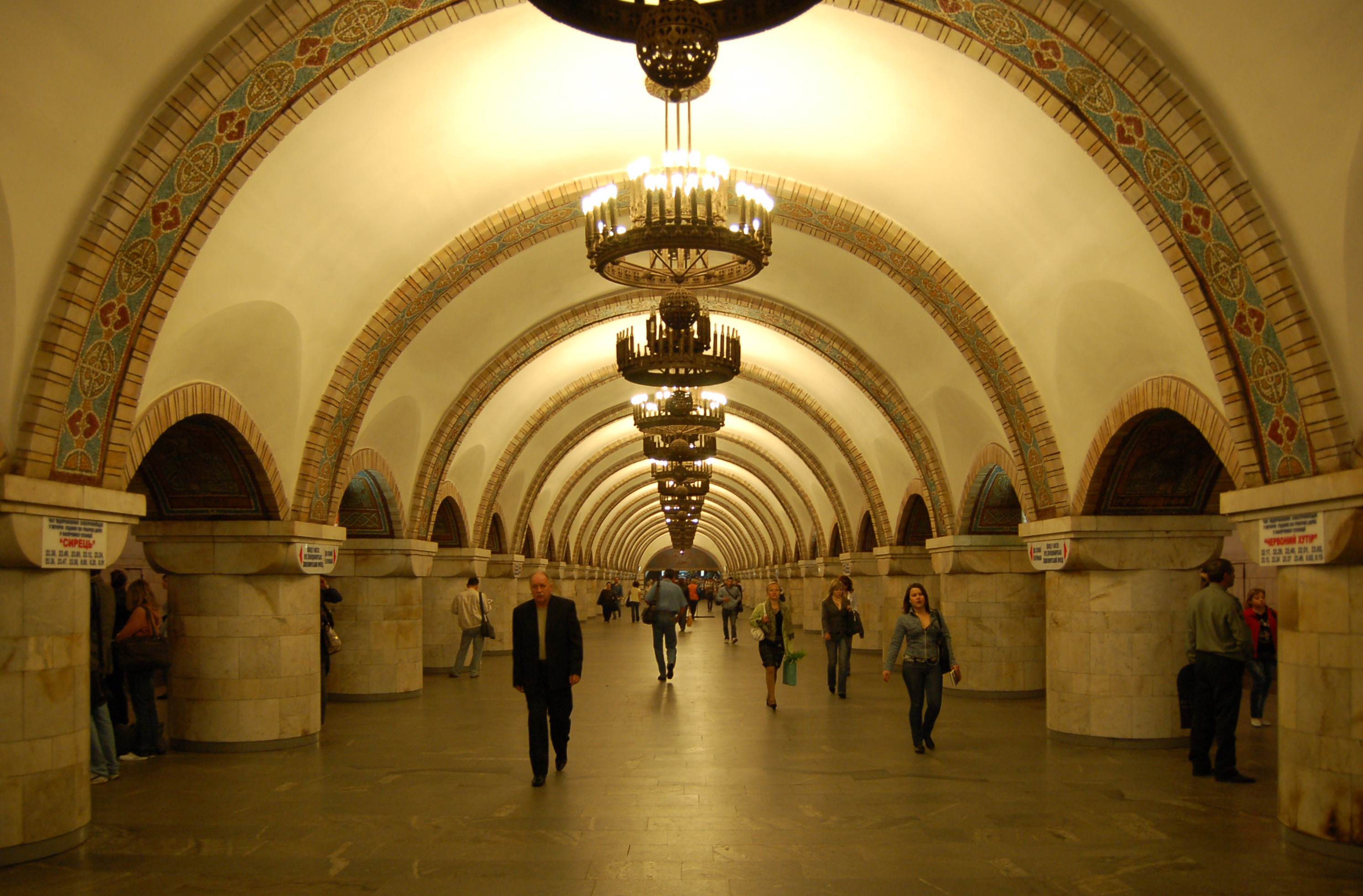
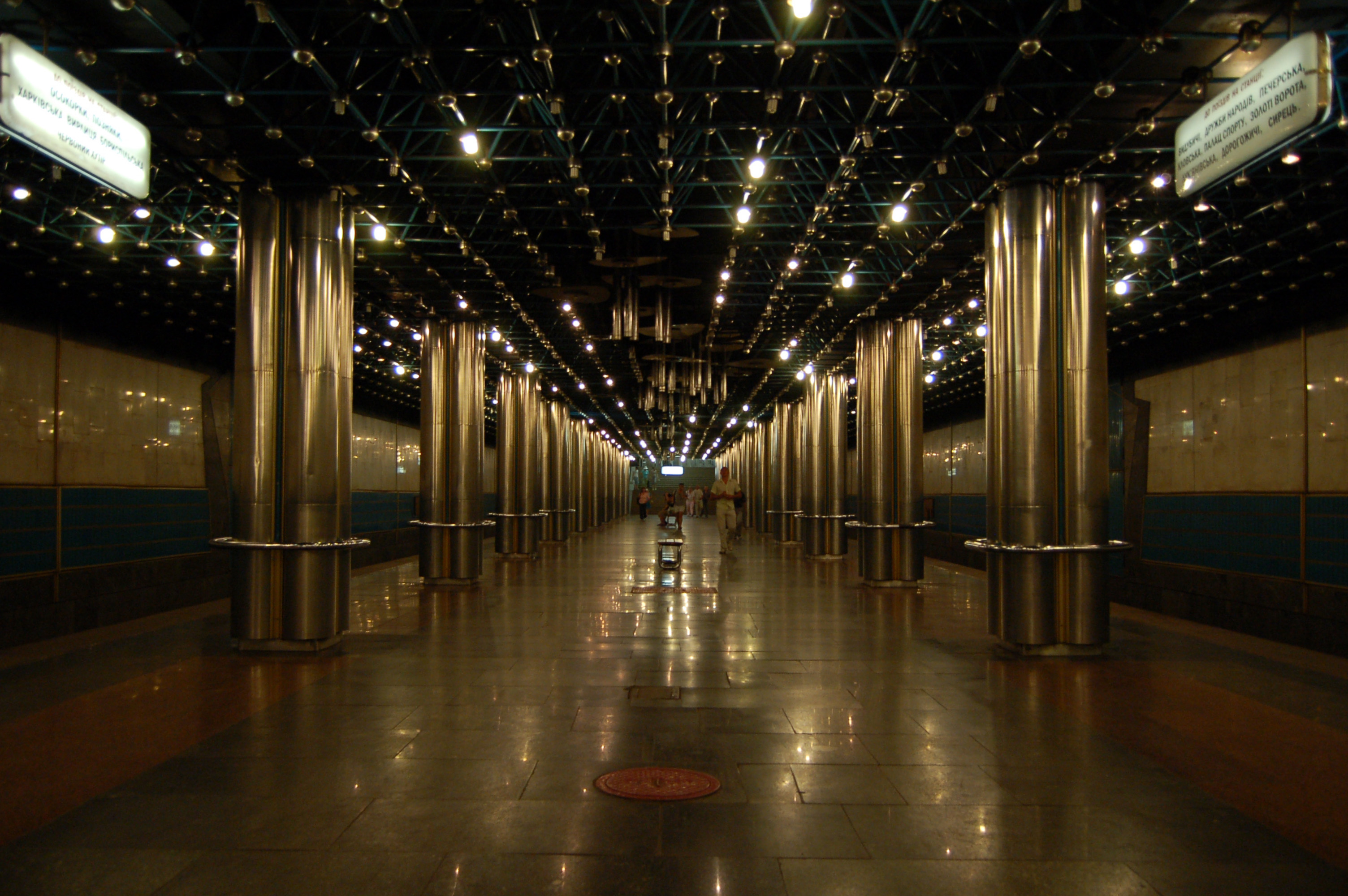
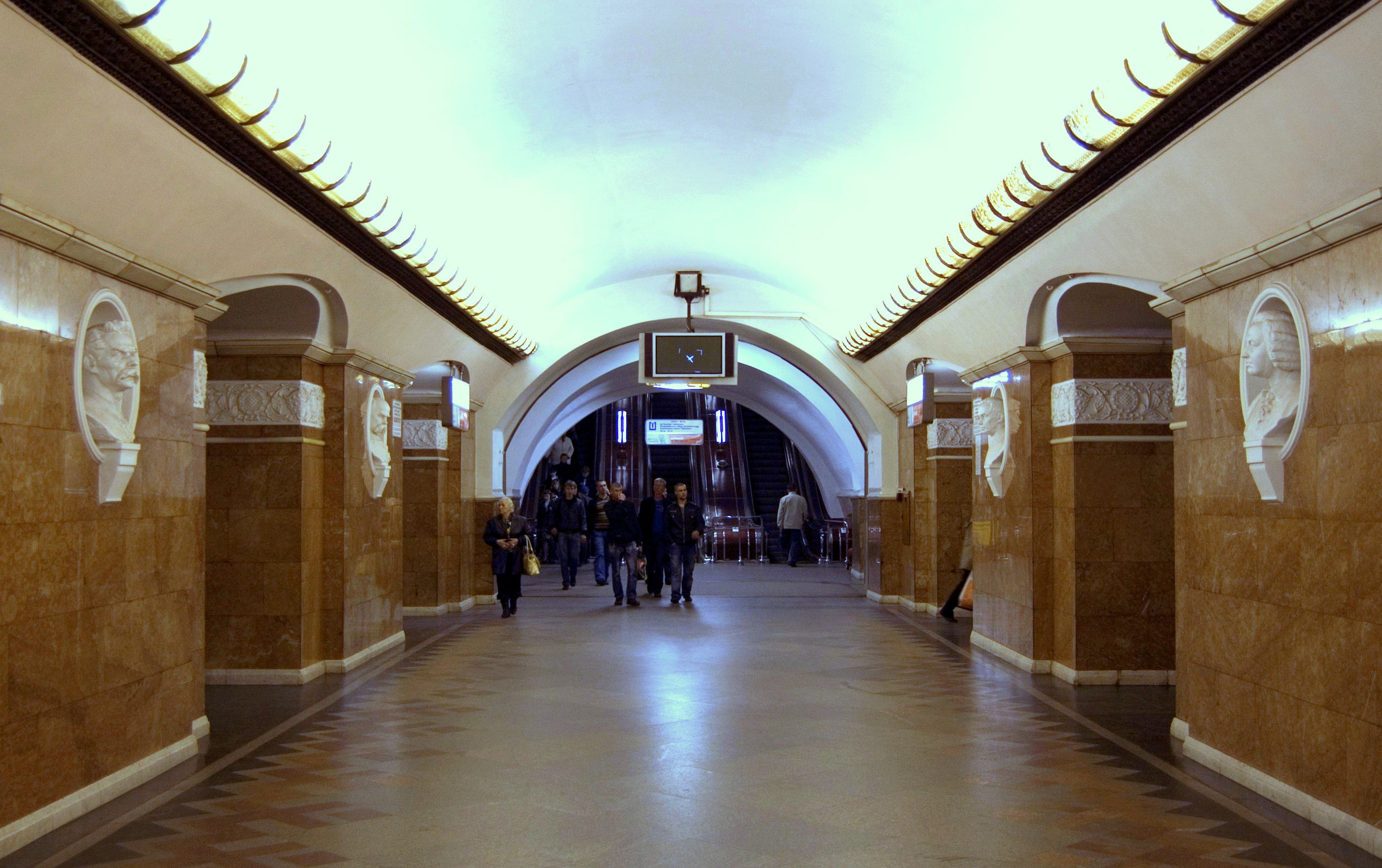
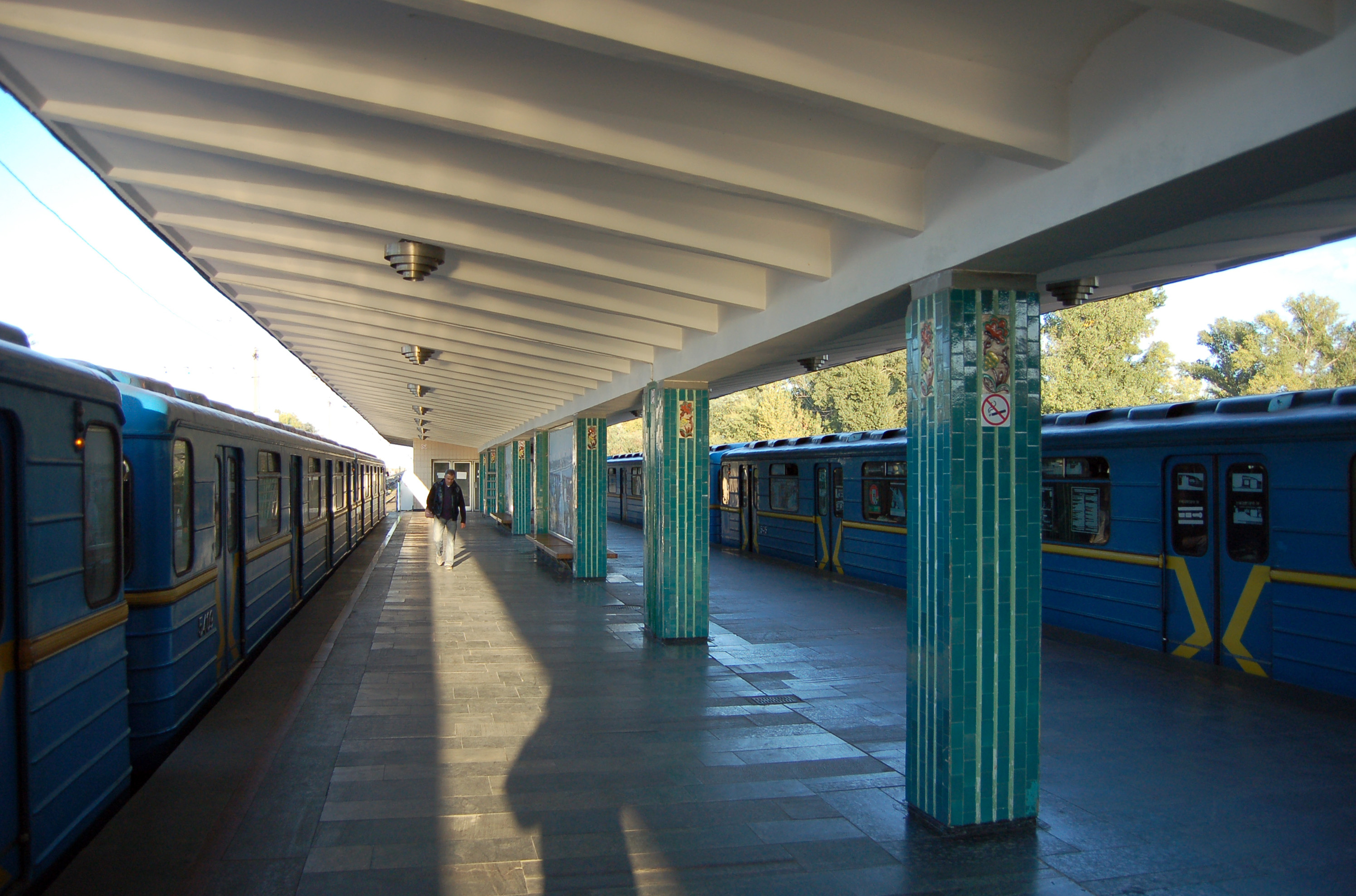
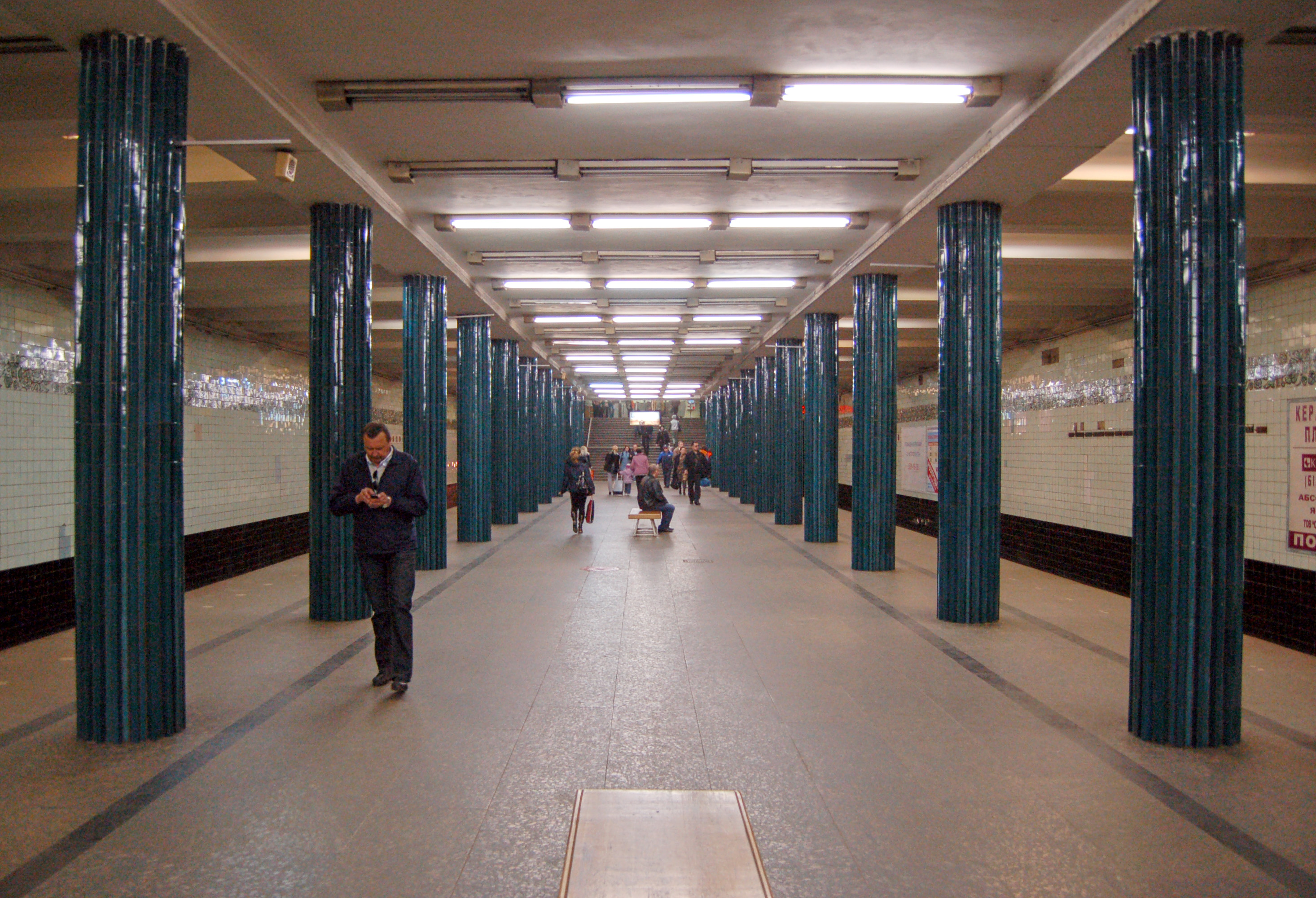
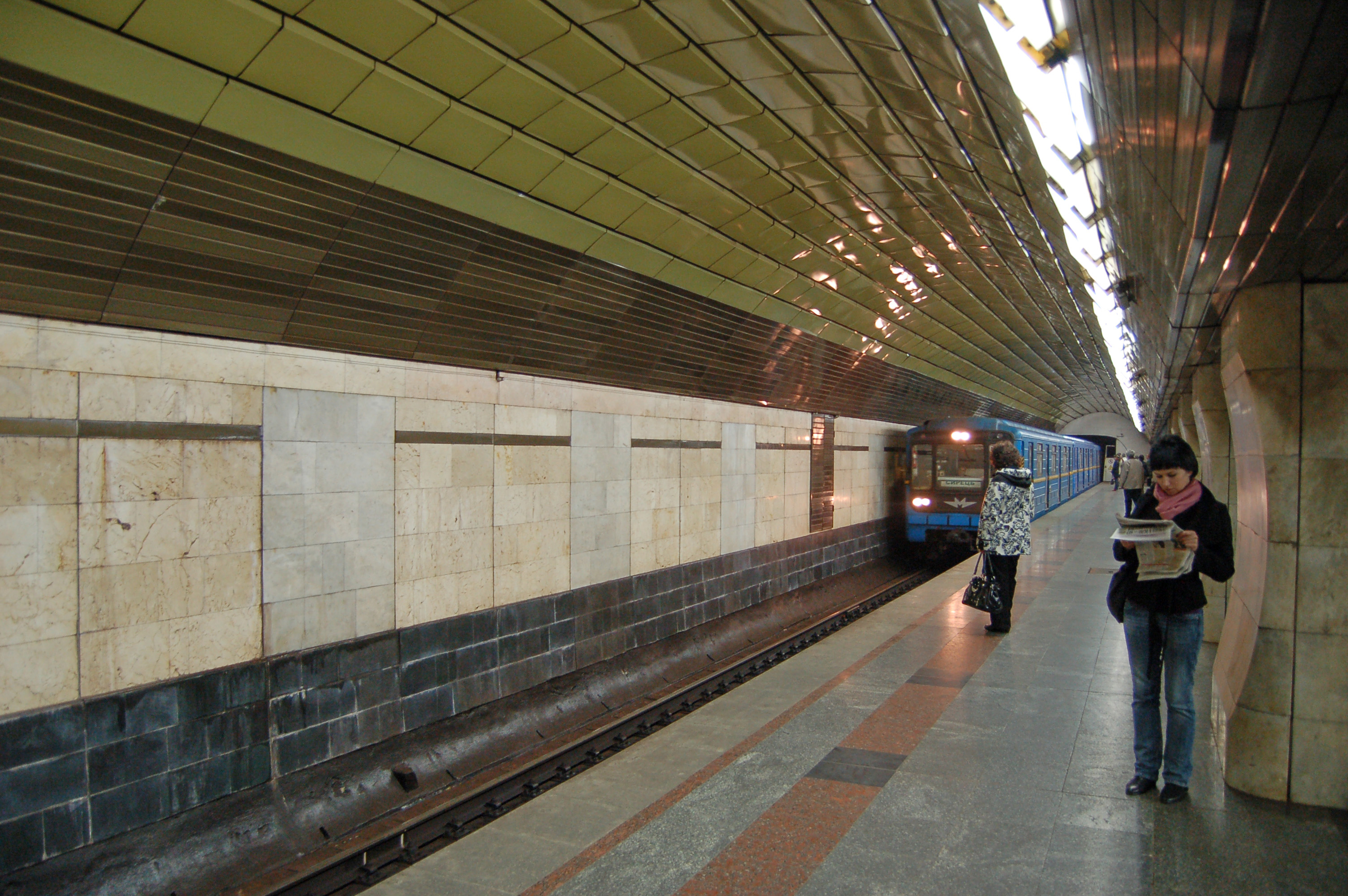
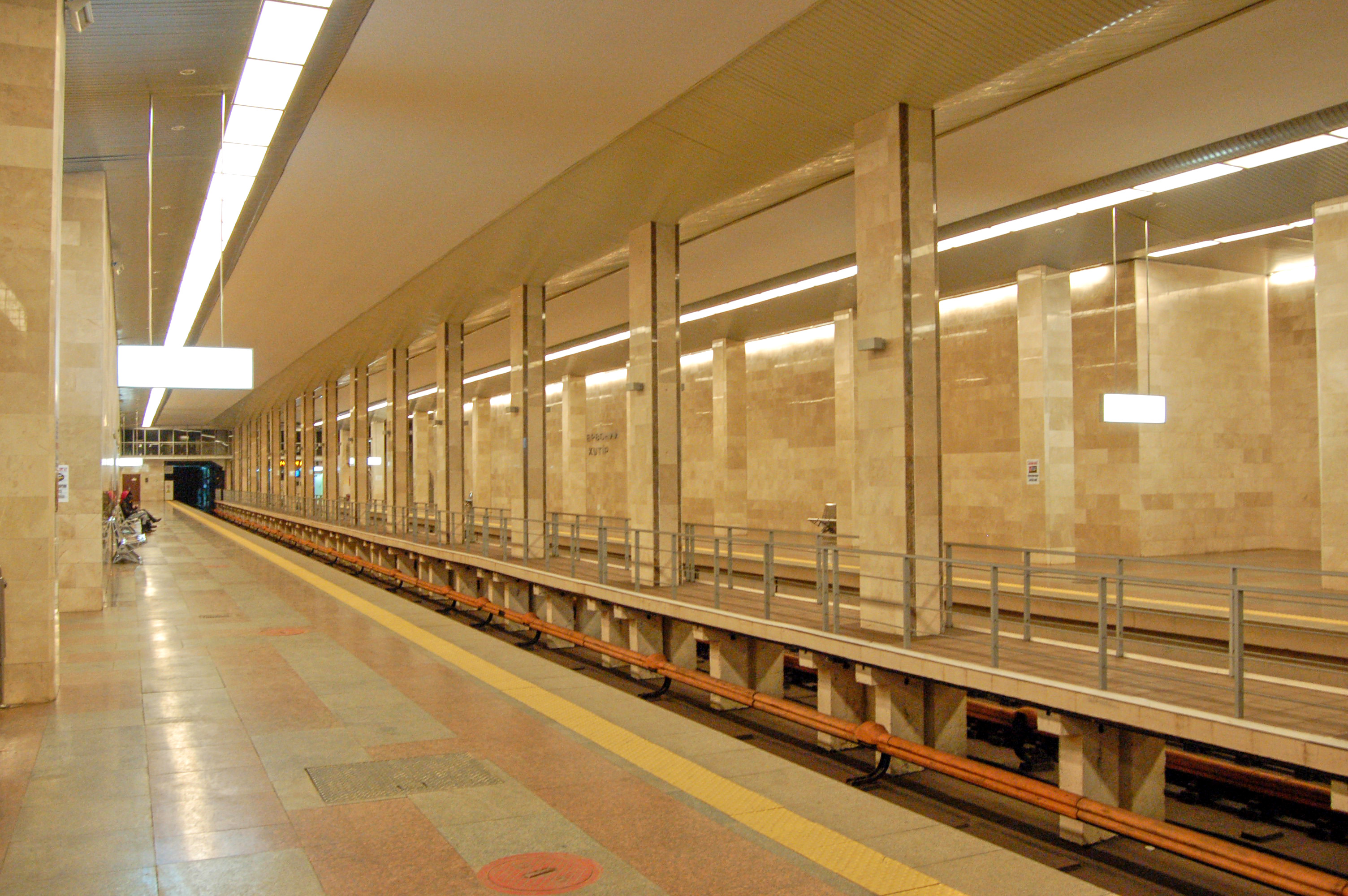
Chervony Khutir (2008)
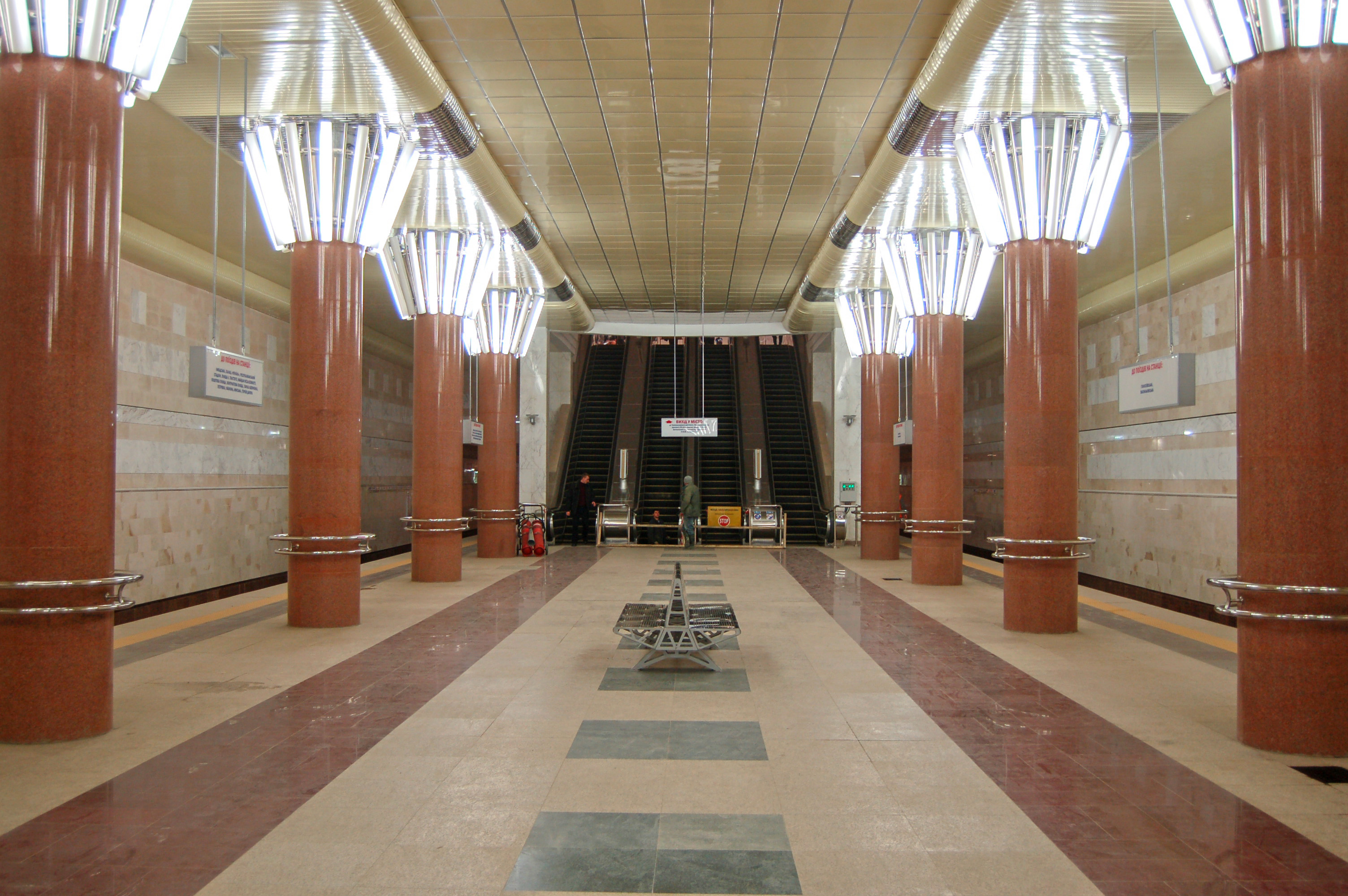
Demiivska (2010)
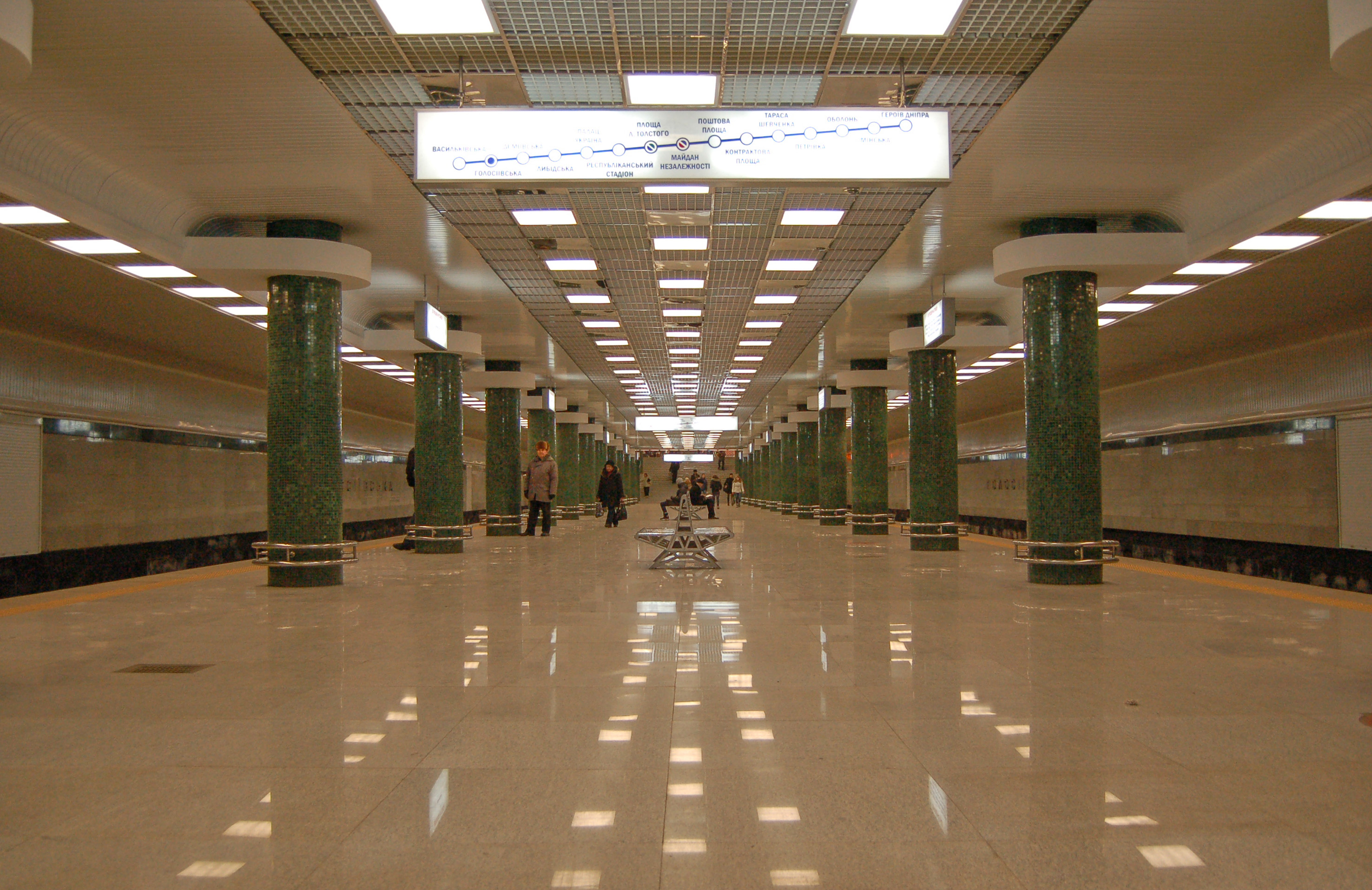
Holosiivska (2010)
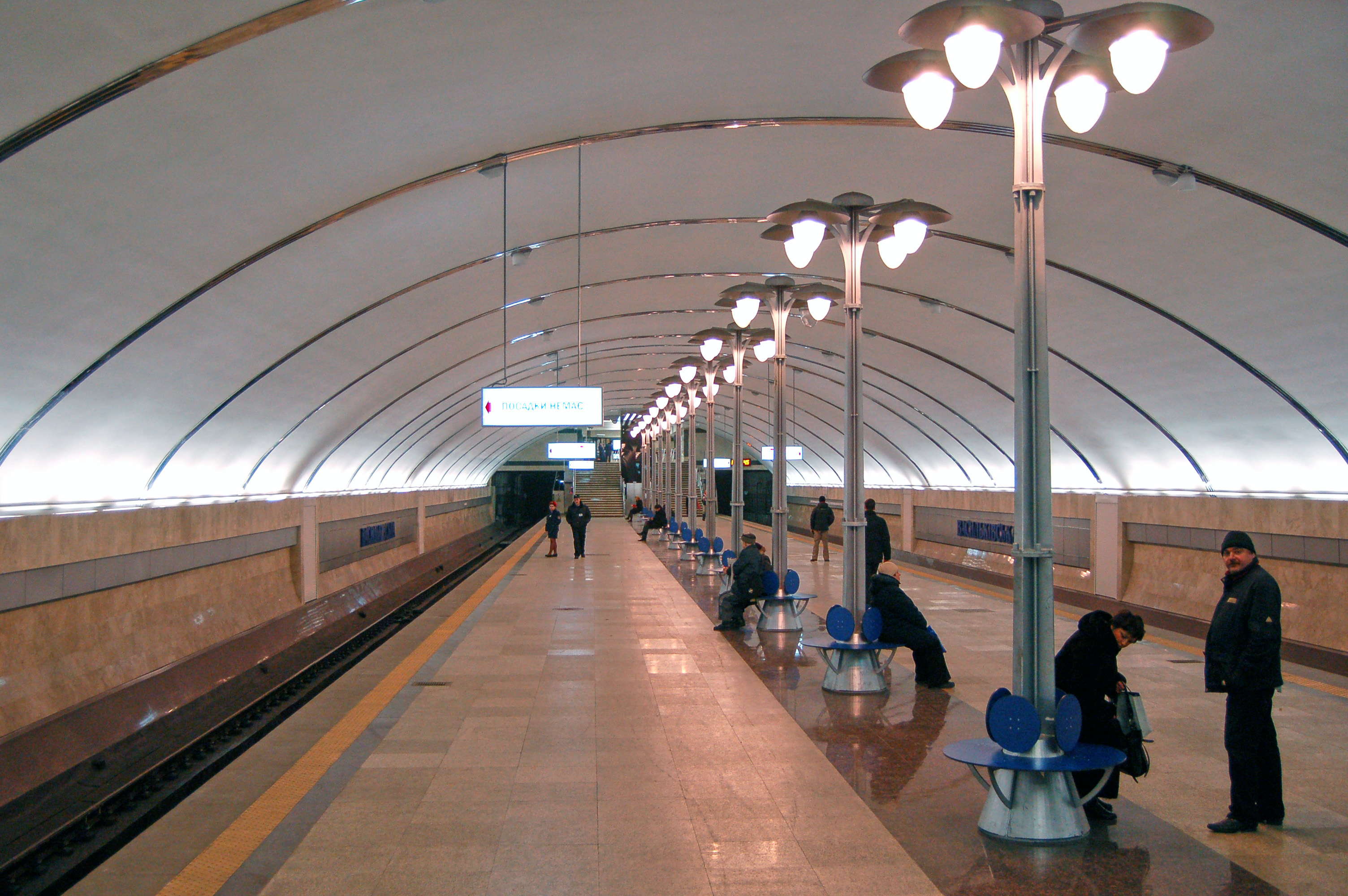
Vasylkivska (2010)
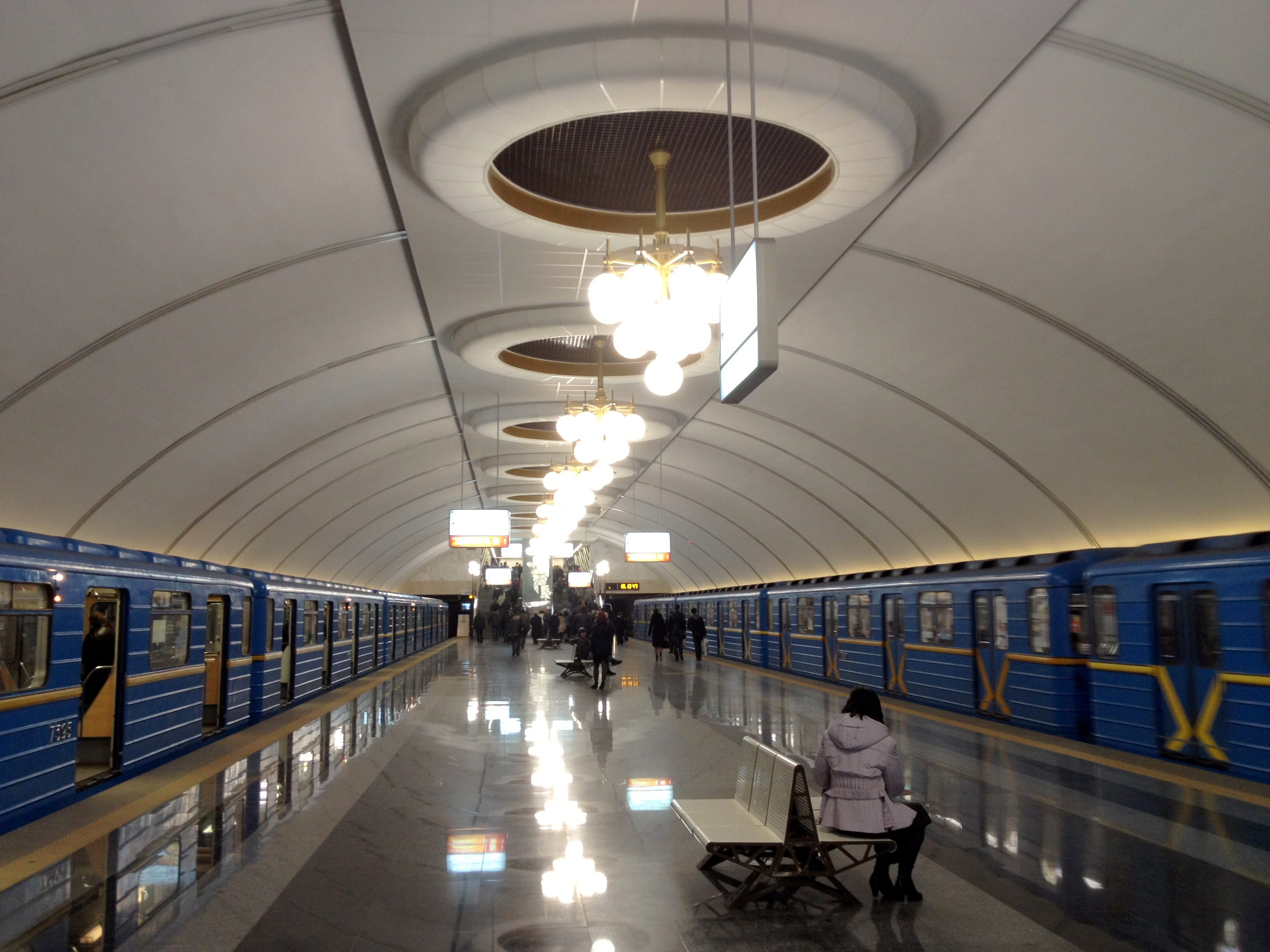
Vystavkovyi Tsentr (2011)
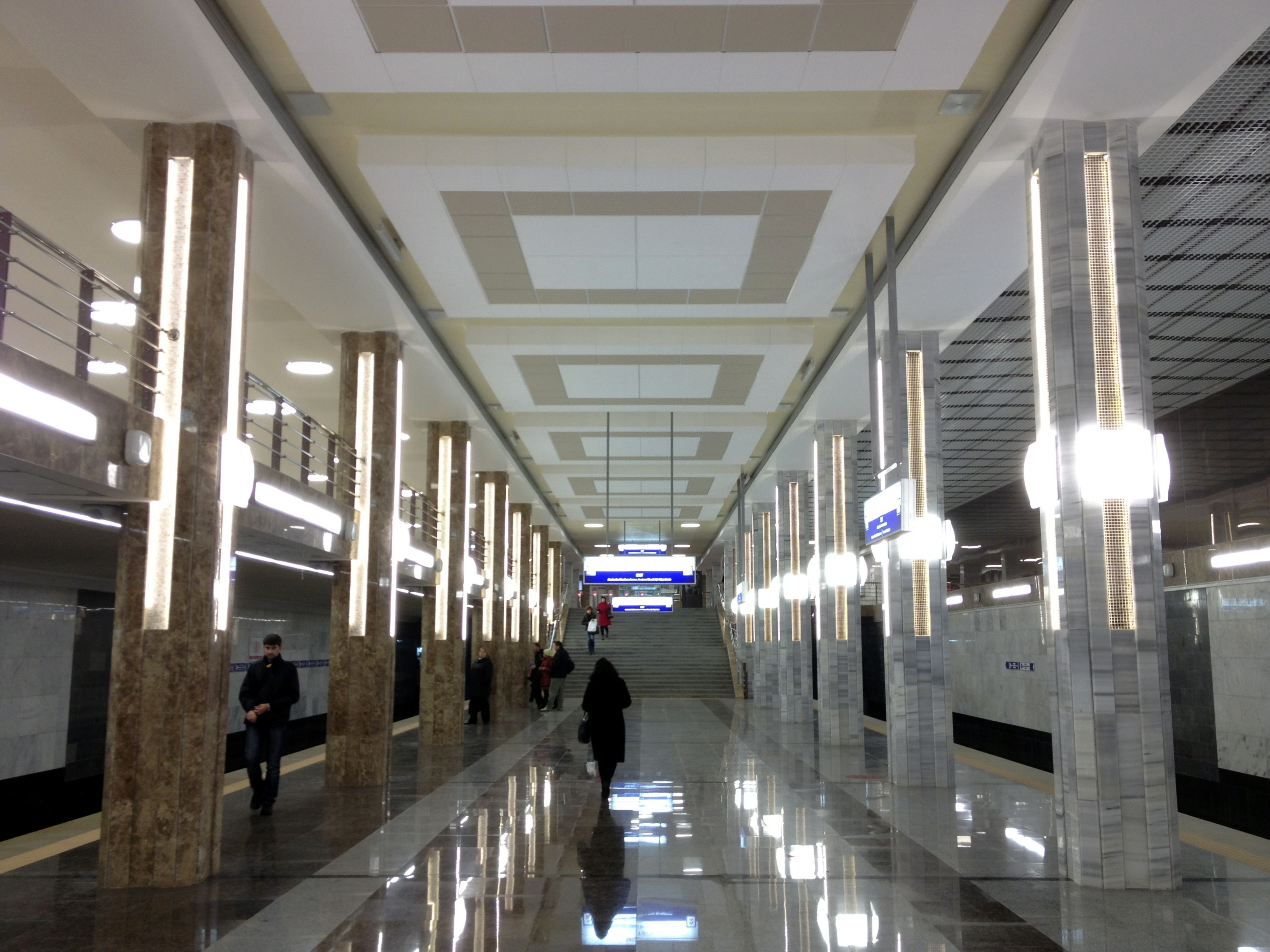
Ipodrom (2012)
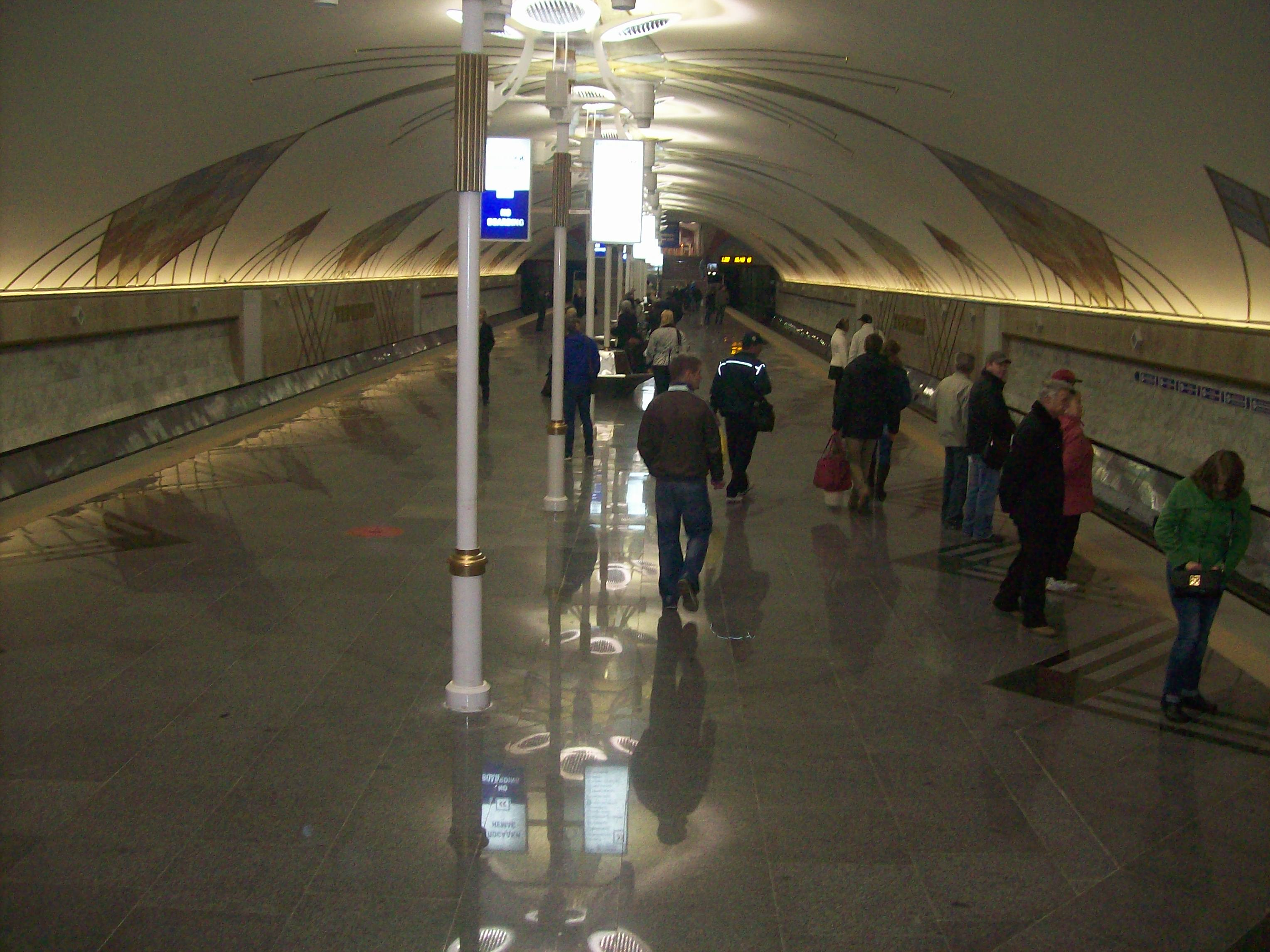
Teremky (2013)